# Eugen Szervátiusz

Cap de femeie, 1969,
lemn, 39 x 9 x 13 cm

Eugen Szervátiusz (în maghiară Szervátiusz Jenő; n. 4 iulie 1903, Cluj, Austro-Ungaria – d. 15 septembrie 1983, Budapesta, Republica Populară Ungară) a fost un sculptor maghiar din România.

## Formarea profesională
Rămas orfan de tânăr, își găsește alinul în rotărie. Prelucrând lemnul, el înțelege că adevărata sa menire este aceea de a deveni sculptor.
Între 1925 și 1927 se mută la Paris, unde se întreține lucrând ca tâmplar. Seara ia lecții de modelaj și desen la École libre de beaux-arts.
În 1927 revine la Cluj și se înscrie ca audient la Școala de arte frumoase, sub îndrumarea bunului prieten, Romul Ladea.
Între 1937 și 1939 rătăcește prin orașele și satele Transilvaniei, cercetând arta și cultura populară.
În 1942 face o călătorie de studii în Italia.
Lucrând în diverse ateliere de tâmplărie, Szervátiusz s-a format într-un fel ca autodidact. Peregrinările prin satele Transilvaniei aveau scopul de a redescoperii tradițiile și modalitățile de exprimare ale artei populare. Se oprește bucuros în preajma meșterilor mai în vârstă, socotind că mai are de învățat din experiența lor.

## Realizări
În 1929 expune pentru prima oară la Salonul Oficial, un portret al lui Tasso Marchini, acordându-i-se Premiul Simu.
În 1933, 1934 și 1939 deschide la Cluj expoziții personale.
Împreună cu Alexandru Szolnay, deschide în 1937 o școală liberă de arte.
Din 1946 participă la toate expozițiile regionale și județene, precum și la manifestări organizate la București.
În 1961 este organizată, la Muzeul de artă din Cluj, o retrospectivă cu peste o sută de lucrări ale artistului, ce îl impune definitiv în conștiința publicului și criticii.
După retrospectiva din 1964, de la București, i se acordă titlul de Artist emerit și Premiul de Stat.
În anii din urmă a expus la Ploiești, Oradea, Târgul Mureș, Sibiu, Ciuc, Sfântul Gheorghe, Brașov etc.
Lucrările sale au fost prezentate în peste o sută de expoziții personale și colective, care au intrat în muzee și colecții din 15 țări ale lumii.

## Componente stilistice
În evoluția lui Szervátiusz pot fi identificate câteva componente stilistice.
Una dintre ele este de natură expresionistă. În lungile sale peregrinări, artistul a cunoscut si aspectele dramatice ale condiției țăranului și s-a simțit dator să le demaște. Supradimensionarea pe verticală a corpului secătuit și scheletic, tratarea incisivă a cutelor veșmântului și a unor detalii anatomice, cioplitura angulară a mâinilor, subliniază caracterul dramatic al operelor.
Cel mai adesea însă, existența țăranului este descrisă prin mijloace realiste. Refuzând programatic orice rezolvare idilică, autorul știe să desprindă diferențele specifice și să rețină elementele cu adevărat definitorii, atât pentru personalitatea și spiritualitatea oamenilor, cât și pentru dimensiunile ambianței unde se desfășoară acțiunea.
Cel puțin la fel de grăitoare sunt reliefurile, undem cu migală artizanală, sculptorul se străduiește să reproducă străzi sau interioare întregi, populate cu personaje numeroase, surprinse în acțiuni caracteristice. O categorie aparte de basoreliefuri este alcătuită de cele având drept sursă de inspirație texte literare celebre.
Un loc aparte este ocupat de lucrările înfățișând femei, apelând la un bogat registru liric având ca elemente proprii, reveriilre și nedisimulatele nostalgii.
Legăturile sculptorului cu cultura populară sunt verificate și de animismul unei părți a operei. Ca în străvechile mitologii păgâne, anotimpurile, zilele și nopțile, fenomenele și forțele naturii iau chipul unor personaje umane, aproape întodeauna femei.

## Distincții
- titlul de Artist Emerit al Republicii Populare Romîne (13 ianuarie 1964) „pentru merite deosebite în activitatea desfășurată in domeniul teatrului, muzicii și artelor plastice”[2]
- Ordinul Muncii clasa a II-a (10 iulie 1965) „pentru merite deosebite în realizarea sarcinilor prevăzute în Directivele celui de al III-lea Congres al Partidului Muncitoresc Român”[3]
- Ordinul „Meritul Cultural” clasa a II-a (1968) „pentru activitate deosebită în domeniul artelor plastice”[4]
- Ordinul „Meritul Cultural” clasa I (19 iunie 1973) „pentru activitate îndelungată și merite deosebite în domeniul artelor plastice, [...] cu prilejul împlinirii vîrstei de 70 de ani”[5]

## Opere
- Suferința (1936)
- Femeie aducând vreascuri (1939)
- La capătul satului (1941)
- Stau după munți și văi (1955)
- Autoportret cu familia (1956)
- Spălatul rufelor (1956)
- Bocitoarea (1957)
- Amintiri din trecut (1957)
- Cântec de pasăre (1958)
- Iubire (1961)
- Femei pieptănându-se (1962)
- Mamă și copil (1963)
- Pictorița (1964)
- Nostalgie (1968)
- Țăranul cu coasa (1968)

Basoreliefuri dupa texte literare celebre: Furtuna (1955), Seara lui Toldi (1956), Canata profana (1957), Baladele (1969)
Sculpturi inspirate din fenomenele naturii: Toamna (1955), Primăvara (1956), Iarna (1958), Dimineata (1959), Gerul (1961)